# Озлоглашен
Озлоглашен (енгл. Infamous) је америчка биографска филмска драма из 2006. године са Тобијем Џоунсом у главној улози. Филм је оцењен као осредњи и наишао је на млаке реакције публике, јер је нон-стоп био поређен са филмом Kапоти, снимљеним само годину дана пре (по истој причи) и за којег је Филип Симор Хофман добио Оскар за најбољег главног глумца. 

## Радња
Филм говори о настанку књиге која је донела славу писцу Труману Капотеу - „Хладнокрвно”. Капоте је 1959. прочитао кратак чланак у новинама о бруталном убиству породице фармера у руралном Канзасу. Прича је привукла писца, занимало га је како мештани доживљавају злочин и шта је мотивисало убице. Заједно са својом девојком, списатељицом Харпер Ли, одлази на место да лично разговара са мештанима, сведоцима и самим извршиоцима убиства. Труман осећа да можда има у рукама материјала за сензационалну књигу...

## Улоге
| Глумац             | Улога          |
| ------------------ | -------------- |
| Тоби Џоунс         | Труман Капоте  |
| Сандра Булок       | Харпер Ли      |
| Сигорни Вивер      | Бејб Пејли     |
| Данијел Крејг      | Пери Смит      |
| Гвинет Палтроу     | Кити Дин       |
| Изабела Роселини   | Марела Ањели   |
| Питер Богданович   | Бенет          |
| Хоуп Дејвис        | Слим Кит       |
| Џеф Денијелс       | Алвин          |
| Мајкл Пејнс        | Горе Видал     |
| Џулијета Стивенсон | Дијана Вриленд |
| Ли Пејс            | Ричард Хикок   |